# Alpha Baltic-Maratoni.lv
L'equip Alpha Baltic-Maratoni.lv (codi UCI: ALB) és un equip ciclista letó. Fundat al 2011, fins al 2016 tenia categoria continental. Competia principalment als circuits continentals de ciclisme.

## Principals victòries
- Baltic Chain Tour: Erki Pütsep (2011)
- Gran Premi Riga: Andris Vosekalns (2011)

### Grans Voltes
- Tour de França
  - 0 participacions

- Giro d'Itàlia
  - 0 participacions

- Volta a Espanya
  - 0 participacions

## Classificacions UCI
L'equip participa en les proves dels circuits continentals i principalment en les curses del calendari de l'UCI Europa Tour.
UCI Àsia Tour
| Temporada | Classificació per equips | Millor ciclista en la classificació individual |
| --------- | ------------------------ | ---------------------------------------------- |
| 2013      | 51è                      | Kristofers Rācenājs (200è)                     |
| 2016      | 69è                      | Viesturs Lukševics (308è)                      |

UCI Europa Tour
| Temporada | Classificació per equips | Millor ciclista en la classificació individual |
| --------- | ------------------------ | ---------------------------------------------- |
| 2011      | 97è                      | Kristofers Rācenājs (676è)                     |
| 2012      | 80è                      | Erki Pütsep (173è)                             |
| 2013      | 86è                      | Reinis Andrijanovs (330è)                      |
| 2014      | 110è                     | Māris Bogdanovičs (432è)                       |
| 2015      | 109è                     | Viesturs Lukševics (474è)                      |
| 2016      | 84è                      | Viesturs Lukševics (578è)                      |